# Meniscotherium
Il meniscoterio (gen. Meniscotherium) è un mammifero erbivoro estinto, forse vicino all'origine dei perissodattili. Visse tra il Paleocene superiore e l'Eocene inferiore (circa 57 - 50 milioni di anni fa) e i suoi resti fossili sono stati ritrovati in Nordamerica.

## Descrizione
Questo animale era di dimensioni medio-piccole a seconda delle specie: la specie più grande, Meniscotherium chamense, era grande quanto un'attuale procavia (Procavia capensis), con un corpo lungo circa 50 centimetri esclusa la coda, e doveva pesare tra i 5 e i 17 chilogrammi, mentre la specie più piccola (M. tapiacitum) era lunga la metà. L'aspetto doveva ricordare vagamente quello di una procavia, dal capo più sottile e dalla coda lunga.

### Cranio
Il cranio era grande, alto e dotato di un muso molto corto (se rapportato ad altri animali strettamente imparentati, come Phenacodus) e appuntito in vista dorsale. L'orbita era grande e leggermente aperta nella parte posteriore, ma vi era una piccola apofisi postorbitale dell'osso frontale. Il profilo dorsale del cranio era leggermente arcuato, mentre l'arcata zigomatica era robusta. La regione angolare della mandibola era molto sviluppata, e il processo coronoide era molto alto.
La dentatura era completa, senza diastema; gli incisivi erano taglienti, disposti ad arco, e i canini erano piccoli. I molari superiori erano specializzati e dotati di sei tubercoli, piuttosto differenti da quelli di altre forme come Phenacodus: il terzo molare superiore era privo di ipocono, e il quarto premolare assomigliava al terzo molare. I molari inferiori, tutti simili fra loro, avevano una struttura a W, con alte creste e un metastilide prominente; l'ipoconulide non era sviluppato e il terzo premolare inferiore era completamente molariforme.

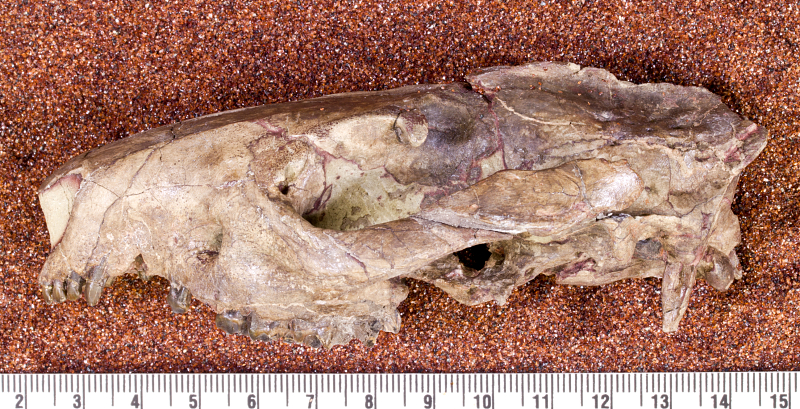
Cranio di Meniscotherium cf. chamense

### Scheletro postcranico
La forma generale dello scheletro indica che Meniscotherium aveva una corporatura abbastanza robusta, con zampe corte e potenti e una lunga coda. L'omero era molto simile a quello di Phenacodus, e il femore era dotato di un trocantere ben sviluppato situato a circa metà della diafisi. Il collo dell'astragalo era allungato e la testa articolare era molto convessa. L'astragalo stesso era meno sviluppato rispetto a quello di Phenacodus, ma più sviluppato di quello di Periptychus. Le zampe a cinque dita erano dotate di unghie. La colonna vertebrale era relativamente allungata.

## Classificazione
Il genere Meniscotherium venne descritto per la prima volta nel 1874 da Edward Drinker Cope, sulla base di resti fossili rinvenuti in Nuovo Messico. La specie tipo è Meniscotherium chamense; a questo genere sono state attribuite numerose altre specie, ma le revisioni più recenti indicano che vi era solo un'altra specie valida, la piccola M. tapiacitum. I fossili di questi animali sono stati ritrovati in alcune regioni degli Stati Uniti occidentali, dal Wyoming fino al Nuovo Messico.

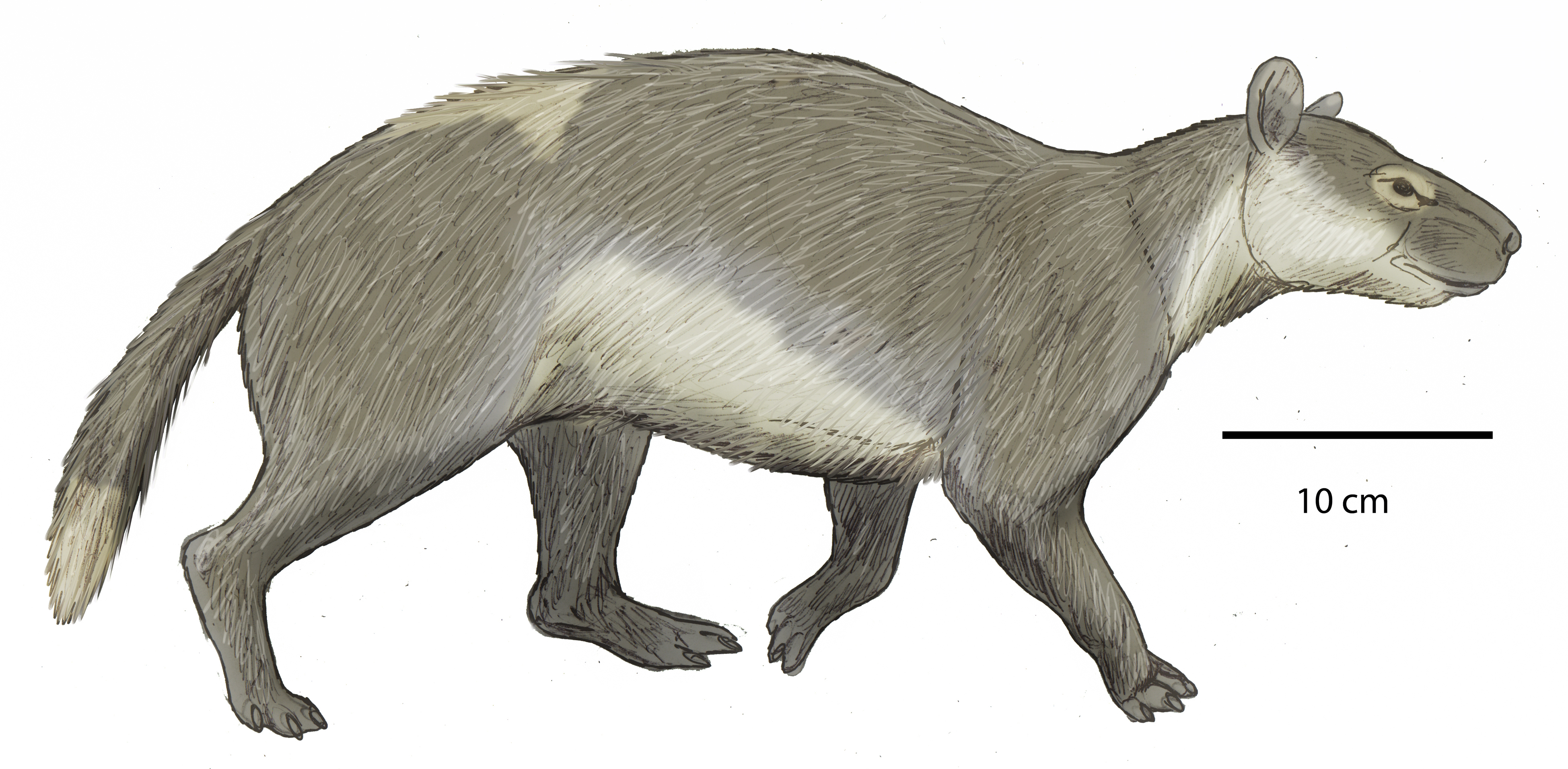
Ricostruzione di Meniscotherium chamense

Meniscotherium, con le sue caratteristiche dentarie e osteologiche miste, è stato variamente classificato nel corso degli anni come un membro dei perissodattili, un parente degli iracoidi, un antenato dei calicoteri ed è stato persino accostato agli artiodattili. In ogni caso, classicamente Meniscotherium è stato inserito nel gruppo innaturale dei condilartri, un grande gruppo di mammiferi ungulati arcaici, ora considerato parafiletico. Attualmente Meniscotherium è considerato un membro della famiglia dei fenacodontidi (Phenacodontidae), comprendente anche forme ben note come Phenacodus ed Ectocion; secondo gli studi più recenti è un membro di una sottofamiglia a sé stante (Meniscotheriinae), a causa delle peculiarità della dentatura. La struttura dei denti a W è in comune con altri piccoli "condilartri" europei, come Pleuraspidotherium; questa caratteristica potrebbe però essere un esempio di convergenza evolutiva.
Secondo alcune recenti revisioni, Meniscotherium e altri "condilartri" (tra cui Phenacodus) potrebbero essere parte dello stock da cui si originarono i perissodattili (Cooper et al., 2014).

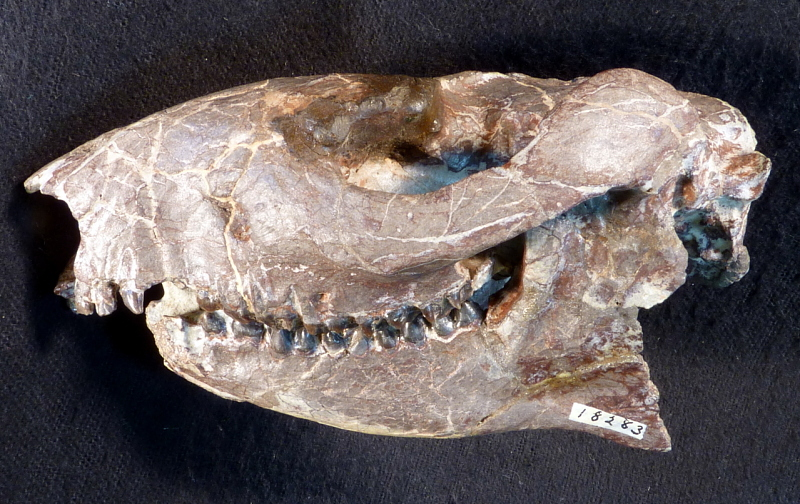
Cranio di Meniscotherium robustum (=M. chamense)

## Paleobiologia
Meniscotherium era un animale terricolo, non particolarmente adatto alla corsa; probabilmente si nutriva di foglie e di vegetazione abbastanza coriacea. È probabile che vivesse in branchi: sono infatti stati ritrovati numerosi esemplari in uno stesso sito. Meniscotherium fu un genere di notevole successo: è probabile che ciò sia stato reso possibile da una serie di fattori, tra i quali il comportamento gregario e la capacità di macinare cibo abbastanza duro, cosa che probabilmente altri erbivori dell'epoca non erano in grado di fare (Williamson e Lucas, 1992).